# ジョー・マレンコ
ジョー・マレンコ（Joe Malenko、1955年6月4日 - ）は、アメリカ合衆国のプロレスラー。本名はジョー・サイモン（Joe Simon）。フロリダ州タンパ出身。
父はプロレスリング・スクール "Malenko School of Wrestling" （マレンコ道場）を設立し、「チェーン・デスマッチの鬼」の異名を持つボリス・マレンコ。実弟はWWEでロード・エージェントを担当しているディーン・マレンコ。

## 来歴
父のボリス・マレンコや英国人プロレスラーのトニー・チャールズのトレーニングを受け、フロリダ大学卒業後の1977年にデビュー（1978年、メキシコでキラー・カーンを相手にデビューしたともされる）。
インディー団体GWAにて活動後、1985年5月にジョー・ソルコフ（Joe Solkoff）のリングネームで旧UWFに初来日。1988年からはジョー・マレンコとして全日本プロレスの常連外国人選手となり、1989年1月に渕正信、7月に百田光雄を破り、世界ジュニアヘビー級王座を2回獲得している。弟のディーン・マレンコとのタッグチームでも活躍し、ダイナマイト・キッド&デイビーボーイ・スミスのブリティッシュ・ブルドッグスとも好試合を展開した。1992年8月からはプロフェッショナルレスリング藤原組に度々来日し、1995年2月には新日本プロレスに初登場。同年12月には藤波辰爾の自主興行『無我』の第2弾興行にも参加した。
本国アメリカでは1992年にWCWに登場、6月16日開催のPPV "Clash of the Champions XIX" で行われた復活版NWA世界タッグ王座の争奪トーナメントにディーンとのコンビで出場したが、1回戦でリッキー・スティムボート&ニキタ・コロフに敗退した。1994年からはECWに参戦し、11月18日にフィラデルフィアのECWアリーナにて、ディーンと組んでサブゥー&タズマニアックと対戦している。以降もECWのフロリダでのハウス・ショーに時折出場し、スティービー・リチャーズらと対戦した。
セミリタイア後の1998年5月11日にはWCWの『マンデー・ナイトロ』に登場、当時ディーン・マレンコと抗争していたクリス・ジェリコと対峙した。引退後は地元のフロリダにて薬剤師に転じている。
2010年11月、全日本プロレスの『世界最強タッグ決定リーグ戦』に西村修とのチームで出場。両者は1990年代からの旧知の間柄であり、ECWでも対戦したことがある。

## 得意技
- テキサス・クローバー・リーフ
- タイガー・ドライバー
- ジャーマン・スープレックス
- ノーザンライト・スープレックス
- ストマック・ブロック

## タイトル歴
全日本プロレス
- 世界ジュニアヘビー級王座：2回（第9代、第11代） [3]